# Teymur Gasimov
 Teymur Gasimov (Bakoe, 14 oktober 1973) is een  Azerbeidzjaans atleet, die is gespecialiseerd in de 100 m. Tweemaal nam hij deel aan de Olympische Spelen, maar bleef medailleloos.

## Biografie
Op de Olympische Spelen van 2000 in Sydney kwam Gasimov niet door de kwalificaties: in een tijd van 11,17 s eindigde hij achtste en laatste in zijn reeks.
Ook vier jaar later, op de Olympische Spelen van 2004 in Athene, geraakte Gasimov niet door de kwalificaties (10,97 en een zevende plaats in zijn reeks).

## Persoonlijke records
| Onderdeel | Prestatie | Datum        | Plaats |
| --------- | --------- | ------------ | ------ |
| 100 m     | 10,40 s   | 10 juni 2000 | Bakoe  |